# Manfred Bietak
Manfred Bietak (nacido el 6 de octubre de 1940 en Viena) es un arqueólogo y egiptólogo austríaco. Es profesor de egiptología en la Universidad de Viena y director del Österreichisches Archäologisches Institut (Instituto arqueológico austríaco) en El Cairo. Desde 2004 es profesor en la Universidad de Harvard.

## Biografía
Bietak estudió arqueología en la Universidad de Viena y participó desde 1961 hasta 1965 en la expedición de rescate arqueológico auspiciado por la UNESCO en Sayala, Nubia.
Bietak es conocido como director de las excavaciones austriacas en el yacimiento de Tell el-Daba, situado en el delta del Nilo, el lugar de la antigua Avaris, la capital de los hicsos, próxima a Pi-Ramsés, la capital de Egipto durante la dinastía XIX.
Manfred Bietak es miembro de diversas instituciones, como la Austrian Academy of Sciences, la British Academy, la Royal Swedish Academy of Letters, del Institut d'Égypte, del Deutsches Archäologisches Institut, y del Archaeological Institute of America.